# Românești (gmina Grănicești)
Românești – wieś w Rumunii, w okręgu Suczawa, w gminie Grănicești. W 2011 roku liczyła 569 mieszkańców. 